# Furacão Hilary (2023)
Furacão Hilary foi um ciclone tropical no leste do Oceano Pacífico que atingiu a Península da Baixa Califórnia e o sul da Califórnia. Hillary foi a oitava tempestade nomeada e o quarto grande furacão da Temporada de furacões no Pacífico de 2023.

## História meteorológica
Em 12 de agosto, uma onda tropical atravessando a América Central, produzindo chuvas generalizadas e tempestades, entrou no Extremo Oriente do Pacífico. Uma ampla área de baixa pressão se desenvolveu dentro da onda em 14 de agosto, ao largo da costa sul do México, Guatemala e El Salvador. A perturbação tornou-se gradualmente mais bem organizada durante o dia seguinte, e quando uma circulação bem definida, juntamente com o desenvolvimento de características de bandas convectivas, foi observada na manhã de 16 de agosto, foi classificada como tempestade tropical Hilary pelo Centro Nacional de furacões (NHC). A convecção perto do centro da tempestade aumentou à medida que o dia avançava, o nublado denso começou a desenvolver-se ao longo da tempestade crescente como resultado, e um olho começou a formar-se no seu centro. Consequentemente, Hilary rapidamente se tornou um furacão de categoria 1 às 12:00 UTC de 17 de agosto, enquanto estava localizado a cerca de 515 km a sudoeste de Manzanillo, Colima. Em seguida, intensificou-se rapidamente, atingindo a força da categoria 4 às 06:00 UTC da manhã seguinte.

## Preparações

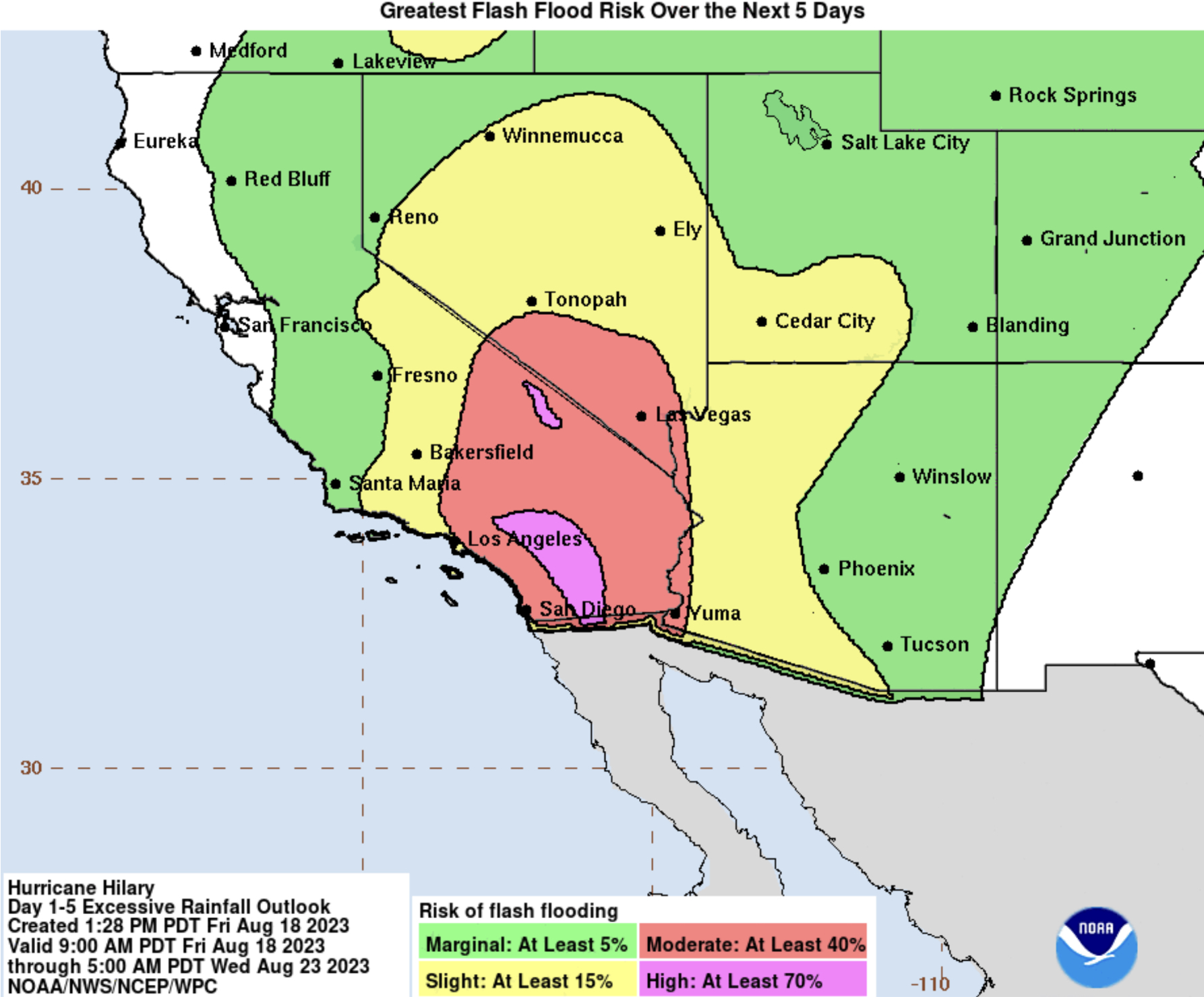
As perspectivas de precipitação excessiva do centro de previsão do tempo para os dias 18 e 23 de agosto. Esta perspectiva incluiu dois riscos raros de Nível 4-elevados para 20 de agosto.

### México
O governo mexicano emitiu alertas para o sul da Baja California Sur em 17 de agosto. Eles foram atualizados para aviso mais tarde nesse dia.

### Estados Unidos
O lançamento dos satélites Falcon 9 e Starlink desde Vandenberg Space Force Base, perto de Los Angeles, foi adiado pela SpaceX. Um centro de operações de emergência foi aberto em San Diego. Em 18 de agosto, o NHC emitiu o seu primeiro alerta de tempestade tropical para o sul da Califórnia, e um nível 4 de alto risco para chuvas excessivas foi emitido pela Weather Prediction Center. Um alerta de enchente também foi emitido para partes da Califórnia, Nevada, Utah, e Arizona. Partes do Parque Nacional de Joshua Tree foram fechados.